# Cyclohexanol
Le cyclohexanol est un composé organique alcoolique de formule brute C6H12O. Cette molécule se présente sous forme d'un solide hygroscopique incolore qui, quand il est très pur, fond à température ambiante. Des millions de tonnes sont produites industriellement chaque année, notamment pour servir de précurseur au nylon par le biais de l'acide adipique. Sa constante molale cryoscopique a une valeur de 42,2 °C∙kg/mol et sa constante molale ébullioscopique a une valeur de 3,5 °C∙kg/mol.

## Production
Le cyclohexanol est produit par oxydation du cyclohexane dans l'air le plus souvent en présence de cobalt en quantité catalytique. 
Cette réaction forme un mélange de cyclohexanol et de cyclohexanone notamment utilisé lors de la synthèse de l'acide adipique. Cette oxydation implique des radicaux libres et un passage par un intermédiaire réactionnel hydroperoxyde.
Une autre voie de synthèse consiste en l'hydrogénation du phénol

## Réactions de bases
Le cyclohexanol possède le même type de réactivité que la plupart des alcools secondaires. Son oxydation conduit à la cyclohexanone, convertit à grande échelle en son oxime qui fournit le caprolactame lors d'un réarrangement de Beckmann.
L'esterification du cyclohexanol conduit à des dérivés utilisés commercialement en tant que plastifiants. Il permet également de synthétiser le cyclohexene quand il est chauffé en milieu acide.